# Década de 220
Séculos: (Século II - Século III - Século IV)
Décadas: 170 180 190 200 210 - 220 - 230 240 250 260 270
Anos: 220 - 221 - 222 - 223 - 224 - 225 - 226 - 227 - 228 - 229